# Afriška sedlarica

Afriška sedlarica ali sedlarica (znanstveno ime Ephippiorhynchus senegalensis) je velika ptica močvirij iz družine štorkelj Ciconiidae. Je zelo razširjena vrsta, ki se stalno razmnožuje v podsaharski Afriki od Sudana, Etiopije in Kenije južno do Južne Afrike ter v Gambiji, Senegalu, Slonokoščeni obali in Čadu v zahodni Afriki. V Južni Afriki velja za ogroženo.
Je bližnji sorodnik razširjene azijske in avstralske črnovrate štorklje (Ephippiorhynchus asiaticus), edine druge članice iz rodu Ephippiorhynchus.

## Opis
To je ogromna ptica, ki redno doseže višino od 145 do 150 cm, dolžino 142 cm in 2,4 do 2,7 m razpon kril. Medtem ko so bile objavljene višine v prej omenjenem ozkem razponu, lahko odrasle sedlarice v ujetništvu dosežejo višino do 150 do 180 cm. Samec te vrste je večji in težji od samice, z razponom 5,1–7,52 kg, s povprečno maso 6,38 kg. Samica ima običajno med 5 in 6,84 kg, s povprečno maso 5,95 kg. Med velikimi štorkljami se sedlarica v veliki meri prekriva z dvema večjima štorkljama Leptoptilos in Jabiru, vendar ima daljši, vitek vrat in nekoliko daljše noge kot druge največje štorklje, zato je verjetno afriška sedlarica najvišja obstoječa vrsta družine. Njene izjemno dolge noge merijo do 36,5 cm v dolžino tarzusa. Dolg kljun meri od 27,3 do 36 cm. Spol je mogoče zlahka ločiti po zlatorumenih šarenicah samice in rjavih šarenicah in visečih rumenih pletenicah samcev. Zato je ena redkih štorkelj, ki prikazuje spolni dimorfizem v barvi.
Ima spektakularno perje; tako samica kot samec se zdita enaka, ko sedita, toda samica kaže veliko več bele v primarnih letih med letom. Glava, vrat, hrbet, krila in rep so mavrično črni, preostali del telesa in primarno perje pa so beli. Mladiči so v perju bolj rjavo sivi. Ogromen kljun je rdeč s črnim pasom in rumenim čelnim ščitom ("sedlo"). Noge in stopala so črna z rožnatimi skočnimi sklepi. Na prsih je gola rdeča lisa kože, katere barva v gnezditvenem obdobju potemni.

## Vedenje
Tiho so, razen klepetanja s kljuni v gnezdu. Tako kot večina štorkelj tudi te letijo z iztegnjenim vratom, ne umaknjenimi kot čaplja; med letom se velik težki kljun spusti nekoliko pod višino trebuha, kar daje tem pticam zelo nenavaden videz za tiste, ki jih vidijo prvič. Po drugi strani pa jih izkušeni opazovalci ptic zlahka prepoznajo, tudi če jih gledajo od daleč. Domneva se, da je ta vrsta zaradi velike velikosti in nenavadnega videza pri letu osnova za "velike ptice" in kongamato kriptide.

### Habitat
Na celinski lestvici so afriške sedlarice dajale prednost zavarovanim območjem, ki imajo večji obseg odprtih voda v primerjavi z območji brez štorkelj. Nekateri od teh trendov pa so lahko posledica pristranskosti pri pokrivanju varnejših območij s strani ornitologov, kot so narodni parki in zaščitena močvirja, ki omogočajo lažji dostop in udobje.

### Vzreja
Afriška sedlarica gnezdi v gozdnatih vodnih območjih in drugih poplavnih območjih v tropskih nižinah. Na drevesu zgradi veliko, globoko gnezdo s palicami in odloži eno do pet (običajno dve ali tri) belih jajc, ki tehtajo približno 146 g. Ne tvori gnezditvenih kolonij in je običajno sama ali v parih. Inkubacijska doba je 30–35 dni, še 70–100 dni preden piščanci izletijo, pri čemer mladiči pogosto ostanejo na ozemlju staršev do naslednje sezone parjenja.

### Prehrana
Afriška sedlarica se, tako kot večina njenih sorodnikov, prehranjuje predvsem z ribami, žabami in raki, pa tudi z velikimi vodnimi hrošči, malimi sesalci, pticami in plazilci. Ptice se med lovom premikajo premišljeno in dostojanstveno, podobno kot večje čaplje.

## Odnos do staroegipčanske kulture
Ta ptica je predstavljena v staroegipčanskem hieroglifu (Gardiner G29), ki je imel fonetično vrednost "bꜣ":
| G29 |

Njegov opis je pogosto napačno naveden kot "jabiru", ki je južnoameriški sorodnik. Faraon tretje dinastije Khaba je ta hieroglif vključil v svoje ime (Jiménez Serrano 2002). Prve upodobitve vrste izvirajo iz upodobitev v poznem preddinastičnem obdobju (pred 3150 pr. n. št.), trendi upodobitev pa so bili koristni za sklepanje o zmanjšanju obsega vrste iz starega Egipta, verjetno zaradi intenzivnejše urbanizacije in vse bolj sušnega podnebja. (ok. 2686–2181 pr. n. št.). 